# Stuhlsasse
Stuhlsasse ist ein Terminus der ältesten deutschen Rechtssprache und bezeichnet den „auf dem Stuhl sitzenden“ Richter, Schöffen oder Inhaber eines Hofamtes. Belege für das Wort setzen im langobardischen und alemannischen Raum bereits mit dem Edictum Rothari aus dem Jahr 643 ein, dem ältesten Korpus deutscher Wörter überhaupt, und reichen in der Schweiz bis in das 16. Jahrhundert. Danach verliert sich das Wort als Rechtsterminus, erhält sich aber bis in die Gegenwart in Eigennamen. Damit ist die Besonderheit verbunden, dass das Wort in der deutschen Sprachgeschichte über einen vergleichsweise langen Zeitraum belegt ist.
In den Handschriften des Edictum Rothari zeigt 'stolesazo' (Stuhlsasse) neben 'sculdhais’ (Schultheiß), 'iderzon' (Etterzaun) und 'walopaus’ (Gewalt-Schlag/Vermummung) die hochdeutsche Lautverschiebung /t/ → /z/ bzw. /s/. Damit liefert das Edictum Rothari einem terminus ante quem für die Datierung dieser Lautverschiebung.
Erhalten ist das Wort noch im Familiennamen „Stuhlsatz“, dem Namen einer 1715 aus Sulz im Oberelsass nach Differten im Saarland zugewanderten Familie, und im Namen des Stuhlsatzenhauses, einer Gaststätte im Wald bei Saarbrücken, die nach der aus Differten stammenden Familie benannt ist.